# Cotoneaster kotschyi
Cotoneaster kotschyi är en rosväxtart som beskrevs av Klotz. Cotoneaster kotschyi ingår i släktet oxbär, och familjen rosväxter. Inga underarter finns listade i Catalogue of Life.